# 수사크섬

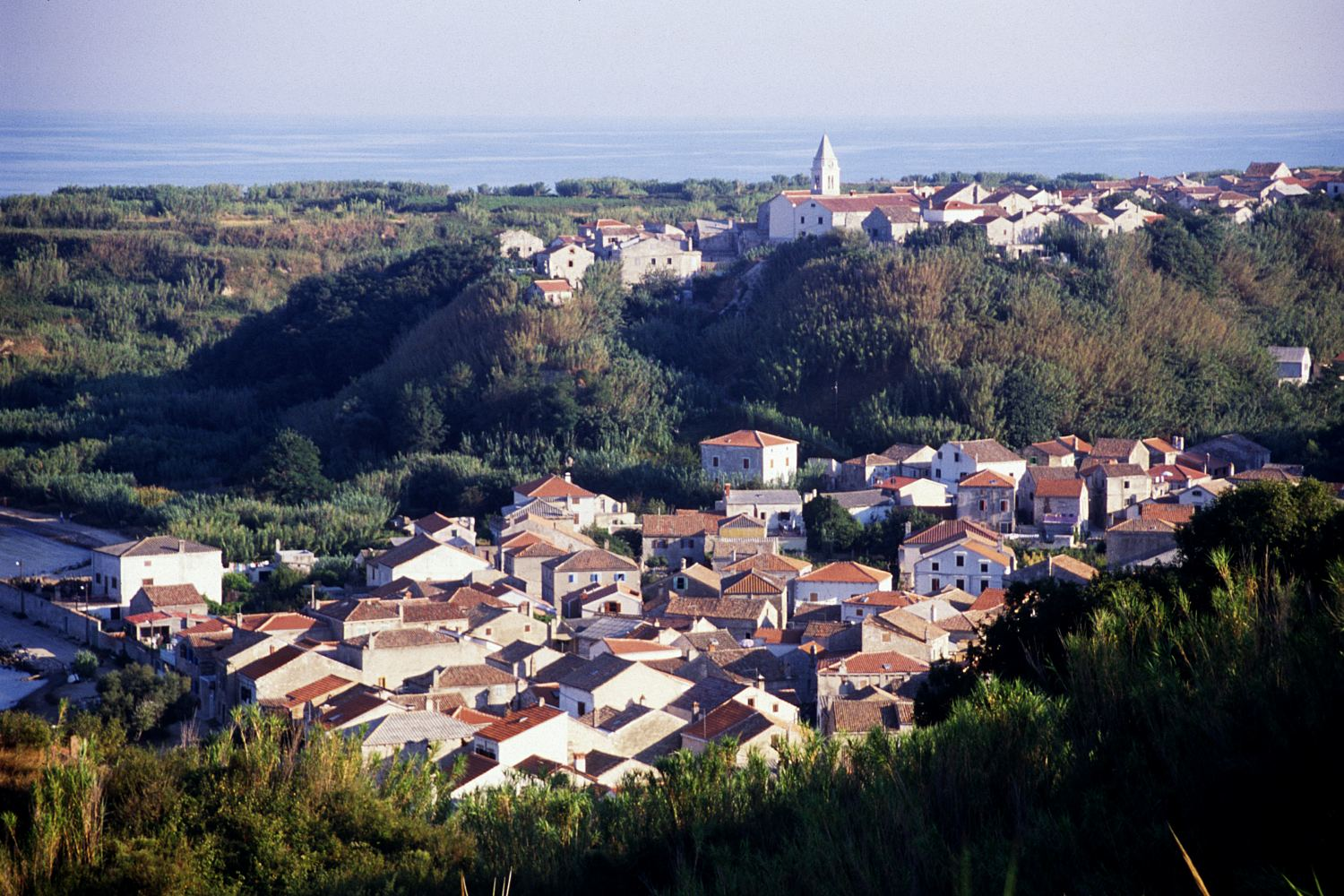
수사크섬

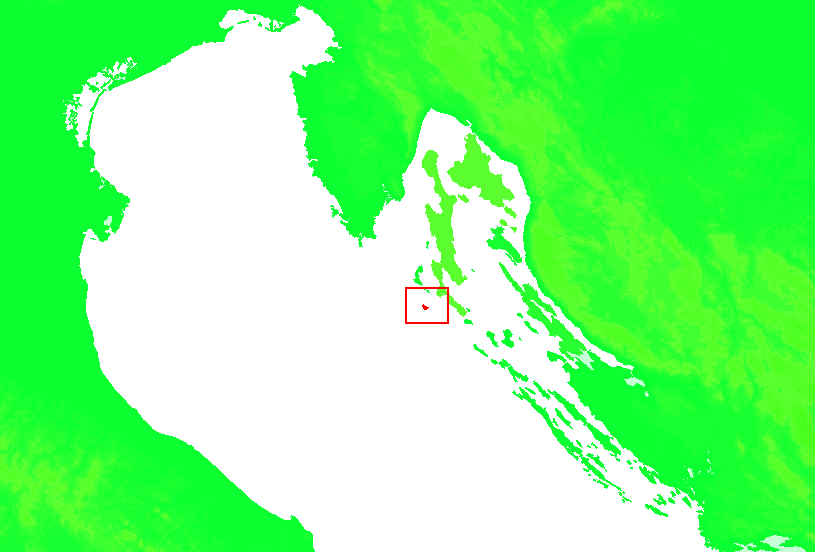
수사크섬의 위치

수사크섬(크로아티아어: Susak, 이탈리아어: Sansego, 독일어: Sansig)은 아드리아해에 위치한 크로아티아의 섬으로 면적은 3.8km2, 높이는 98m, 인구는 151명(2011년 기준), 인구 밀도는 39.74명/km2이다.
행정 구역상으로는 프리모레고르스키코타르주에 속하며 이스트라반도의 남동쪽에 위치한다. 크바르네르만과 접하고 있고 로신섬에서 남서쪽으로 7.4km, 우니예섬에서 남쪽으로 10km, 이탈리아 연안에서 동쪽으로 120km 정도 떨어져 있다. 섬의 주요 산업으로는 포도주 제조, 목축, 어업이 있다. 주민들 고유의 옷, 음식 문화로 유명한 섬으로서 여름이 되면 많은 관광객들이 몰린다.